# Pikomat
Pikomat (zkratka vytvořená původně z názvu PIonýrský KOrespondenční MATematický seminář) je korespondenční seminář pro žáky 6. až 9. tříd základních škol a odpovídajících tříd víceletých gymnázií. Seminář organizují studenti Matematicko-fyzikální fakulty Univerzity Karlovy od roku 1985. V současné době (v roce 2022 probíhá 37. ročník) se Pikomat skládá z šesti sérií, z nichž každá obsahuje sedm úloh. Za každou úlohu je možné dostat pět bodů a po ukončení série trvá organizátorům přibližně měsíc než sérii vyhodnotí (započítají šest nejlépe hodnocených úloh). Organizátoři jsou většinou studenti Matematicko-fyzikální fakulty Univerzity Karlovy.

## Historie
Český Pikomat byl založen v roce 1985 po vzoru slovenského Pikomatu („PIoniersky KOrešpondenčný MATematický seminár“), který byl založen v roce 1983. Pikomat údajně založil Karel Blažek, který byl učitel na základní škole. Pomohl mu k tomu RNDr. Antonín Vrba, Csc., který ho v listopadu roku 1985 pozval do Alšovic, kde tou dobou probíhala podzimní škola „Mimoškolní matematika“ pořádaná „Komisí pro talenty“ JČMF.

## Soustředění
Soustředění Pikomatu MFF UK jsou určená nejlepším 25 řešitelům. Dopoledne probíhají přednášky z matematiky, odpoledne se hrají hry a navečer se konají semináře. 
Od roku 2019 probíhá navíc kratší soustředění na podzim, pro 20 nejlepších řešitelů.

## Tábory
Pikomat pořádá každoročně pro své řešitele, ale také pro nové zájemce o matematiku, letní tábory. Na táborech probíhají dopoledne přednášky z matematiky a přírodních věd.